# وزارة الخارجية الاتحادية السويسرية
وزارة الخارجية الفيدرالية السويسرية FDFA ، (بالألمانية: Eidgenössisches Departement für auswärtige Angelegenheiten)‏ والتي سميت بهذا الاسم منذ عام 1979، هي إحدى الإدارات السبع للإدارة الفيدرالية للحكومة السويسرية في سويسرا، وتتوافق في نطاق مهامها مع وزارة الشؤون الخارجية في البلدان الأخرى. يرأس القسم دائمًا أحد أعضاء المجلس الفيدرالي السويسري. اعتبارًا من 1 نوفمبر 2017، يرأس القسم المستشار الاتحادي إغناسيو كاسيس.

## الأسماء السابقة
- 1848-1887: الدائرة السياسية الفيدرالية
- 1895-1888: الإدارة الفيدرالية للشكل الخارجي
- 1896–1978: الدائرة السياسية الفيدرالية

## بعثة
مهمة FDFA هي حماية مصالح سويسرا في الخارج وعلاقاتها مع البلدان الأخرى. يفعل ذلك عن طريق السياسة الخارجية السويسرية، التي تم تحديد أهدافها في القسم 54 الفقرة. 2 من الدستور الاتحادي (BV) على النحو التالي:
يسعى الاتحاد للحفاظ على استقلال سويسرا ورفاهيتها؛ على وجه الخصوص، وأن يساهم في التخفيف من الحاجة والفقر في العالم، وتعزيز احترام حقوق الإنسان والديمقراطية والتعايش السلمي بين الأمم والحفاظ على الموارد الطبيعية.
تشمل أولويات السياسة الخارجية السويسرية للأعوام 2012-2015 ما يلي:
- تعزيز وتنمية العلاقات السويسرية مع الدول المجاورة لها والاتحاد الأوروبي؛
- تعزيز التزام سويسرا بالاستقرار في أوروبا والعالم؛
- تكثيف وتنويع الشراكات الاستراتيجية والتزام سويسرا متعدد الأطراف؛ و
- تعزيز الدعم وتقديم الخدمات المقدمة للمواطنين السويسريين في الخارج.

في الأصل كان الرئيس السويسري المتناوب هو الذي ترأس «الدائرة السياسية» (PD) لمدة عام واحد. في عام 1888، أعاد نوما دروز هيكلة القسم، الذي تولى رئاسة القسم على الفور لمدة خمس سنوات. في عام 1896، عاد المجلس الاتحادي إلى النظام الأصلي برئاسة عضو المجلس الاتحادي الوزارة لمدة عام واحد فقط. تم التخلي عن الحد لمدة عام واحد في عام 1914. منذ عام 1979، احتفظت الإدارة بالاسم الذي لا تزال تستخدمه حتى اليوم.

## منظمة
- الأمانة العامة
  - حضور سويسرا [3]
- كتابة الدولة
  - شؤون الرئاسة والمراسم
  - مركز إدارة الأزمات
- مديرية الشؤون السياسية
  - أوروبا وآسيا الوسطى ومجلس أوروبا وشعبة منظمة الأمن والتعاون في أوروبا
  - قسم الشرق الأوسط وشمال أفريقيا
  - شعبة أفريقيا جنوب الصحراء والفرانكفونية إذا
  - قسم آسيا والمحيط الهادئ
  - قسم الأمريكتين
  - الأمم المتحدة والمنظمات الدولية
  - شعبة الأمن البشري
  - شعبة السياسة الخارجية القطاعية
  - شعبة سياسة الأمن
- مديرية الشؤون الأوروبية، DEA
- مديرية موارد الشركة (DR)
- قرص مدمج بالمديرية القنصلية
- مديرية القانون الدولي DIL
- الوكالة السويسرية للتنمية والتعاون (SDC)

## روابط خارجية
- www.eda.admin.ch
- السفارات والممثليات السويسرية في الخارج
- الوثائق الدبلوماسية لسويسرا
- منشورات FDFA
- FDFA على وسائل التواصل الاجتماعي
- الاتحاد السويسري دليل موجز